# Csungnang-ku
Csungnang-ku (hangul:  중랑구, handzsa: 中浪區, RR: Jungnang-gu) Szöul 25 kerületének egyike. A kerületet átszeli a szöuli metró 6-os, 7-es, Kjongcshun (Gyeongchun) és Csungang (Jungang) vonala.

## Tongok(Dongok)
- Csunghva-tong (Junghwa-dong) (중화동, 中和洞)
- Mangu-tong (Mangu-dong) (망우동, 忘憂洞)
- Muk-tong (Muk-dong) (묵동, 墨洞)
- Mjonmok-tong (Myeonmok-dong) (면목동, 面牧洞)
- Szanbong-tong (Sangbong-dong) (상봉동, 上鳳洞)
- Sinne-tong (Sinnae-dong) (신내동, 新內洞)